# 大和言葉
大和言葉（やまとことば）とは、漢語や外来語が入る前から日本語にあった言葉であり、漢語や外来語に対して日本語の固有語とされる言葉のことで、和語（わご）とも言う。また、和歌やそこで用いられる雅語を指したり、女房言葉を指したりしたこともある。外国語に対する日本語（この場合漢語なども含む）を指すこともある。
（古い文献での用例節も参照）。奈良県（旧大和国）の方言を指す場合もある（奈良弁を参照）。

## 概要
現在「大和言葉」といえば一般には、漢語と外来語を除いた日本語の固有語を指すようになっている。また「和語」もこの意味で扱われることが多いが、学術上では区別されることもある。すなわち、「大和言葉」といった場合には日本（やまと）に大陸文化が伝来する以前の、日本列島で話されていた言語そのものを指すというニュアンスがあるのに対し、「和語」とは、漢語・外来語とともに、語彙の種別を表す用語としての側面が強調される。また「やまとことば」が自己言及的であるのに対し、「和語」は漢語であり、そうではないといった違いもある。

## 大和言葉の特徴

### 語彙
漢語や外来語と動詞「する」からなる複合語を除くほとんどの動詞や形容詞、および、全ての助詞が大和言葉である。みる（見る）、はなす（話す）、よい（良い）、が（主格の助詞）、うみ（海）、やま（山）、さくら（桜）などがあげられる。

### 音韻
大和言葉の音韻には以下の特徴がある。
- 語頭に濁音・半濁音が来るものは一部の語彙に限られる。「だく（抱く）」、「ばら（薔薇）」等の場合、古くは語頭にイ・ウ・ムなどを持つ語形があり、「いだく」、「いばら・うばら・むばら」という形があった。その他「ビュービュー」「ピカピカ」などのオノマトペ、動植物名（ブリ、ブナなど）、清音から交替して作られたもの（ジジ＜チチ、ババ＜ハハ、ガニマタ＜蟹・股など）、概してマイナスの意味を持つ語（ズルイ、ブツ（打つ）など）がある。
- 語頭にラ行音が来ない。これはアルタイ諸語と共通する特徴である。古語の「らうたし」、「らうがはし」のラウは漢語と推定される。

また合成語が作られる際、前の語の母音が変化することがある。き + たつ（木 + 立つ） → こだち（木立）、さけ + たる（酒 + 樽） → さかだる（酒樽）など。

## 大和言葉の漢字依存
大和言葉は中国の漢字を借り入れたことによって微妙な意味の差を漢字で表現できるようになった。例えば、「なく」を漢字で書くと、「泣く」、「啼く」、「鳴く」のどれかを使うことによって微妙な意味の差を表現できる。一方で、中国文学者の高島俊男は、大和言葉に漢字を当てるのはおかしく、例えば、「とる」の意味は大和言葉では1つなのであり、「取る」、「採る」、「捕る」、「執る」、「摂る」、「撮る」と書き分けるのは無意味であると主張している。
民俗学者の柳田國男は、大和言葉にどのような漢字を書くのか尋ねることを「どんな字病」と名付け、警告した。
国文学者の中西進は、漢字依存が大和言葉のもつ本来の意味を失わせてしまい、例えば、「かく」に「書く」、「描く」などと漢字を変えて区別するようになったことにより、縄文土器を製作する際、柔らかい粘土を先の尖った物で引っ掻いて模様を描くことからわかるように、掻いて表面の土や石を欠くという「かく」の本来の意味がわかりにくくなったと指摘している。最近はコンピューターですぐに難しい漢字が出てくるためになおさら安易に漢字を多用する傾向があるといわれている 。
漢字依存が大和言葉の伝統を破壊したとして言語純化が唱えられることもある。

## 古い文献での用例
『源氏物語』の「桐壺」の巻には、「やまとことのは」（大和言の葉）について次のような例が見られる。「やまとことば」とする用例も「東屋」の巻にあるが意味は同じである。
このごろ明暮れ御覧ずる長恨歌の御絵、亭子院のかゝせ給て、伊勢、貫之に詠ませたまへる、大和言の葉をも唐土（）の歌をも、たゞその筋をぞ枕言（）にせさせ給ふ。
桐壺の更衣に先立たれた帝が、白居易作の『長恨歌』の内容をあらわした絵を明け暮れ眺めていたということであるが、ここではその絵に添えられた和歌を「大和言の葉」と称している。これはこの文脈であれば「言の葉」だけでも和歌の意味で通じるが、「唐土の歌」すなわち漢詩と対照させるための表現である。つまり、日本のものであろうと唐土のものであろうと、ということである。このように平安時代までの「やまとことば」という語には「日本語で使われてきた固有語」という意味の用例はない。なお、現在「やまとことば」と同意義とされる「和語」についても、やはり「和歌」の意味で使われた例が見られる。
しかし時代が下ると、「やまとことば」は「和歌」という意味から転じて「雅語」の意味で使われるようになり、さらに宮中や幕府などの上流階級の婦女子が使う言葉を指すようになる。これを「御所言葉」（女房言葉）ともまた「女中詞」とも称した。この雅語や女房言葉を意味する「やまとことば」に関わるものとして、室町時代末期か近世のごくはじめには成立していたといわれる『大和言葉』という辞書がある。これは本来和歌や連歌を詠む際の雅語を集めたものであったが、次第に女性が使う言葉の用例、すなわち女房言葉を集めた教養書として女性に読まれるようになった。後にこの『大和言葉』の内容を増補した『増補大和言葉』というものも出版されており、江戸時代末期に至るまで版を重ねている。